# الکساندر لووت
الکساندر لووت (انگلیسی: Alexandre Llovet؛ زادهٔ ۲۶ نوامبر ۱۹۹۷) بازیکن فوتبال اهل فرانسه است.
از باشگاه‌هایی که در آن بازی کرده‌است می‌توان به باشگاه ورزشی مون‌پلیه اشاره کرد.

## دوران فعالیت حرفه ای
لووت اولین بازی حرفه ای خود را برای مونپلیه در تساوی 1–1 لیگ 1 با تولوز در 30 نوامبر 2016 انجام داد